# Uti dominus
L'espressione uti dominus è un brocardo latino che indica la modalità di possesso di un bene. 
Un soggetto che possiede un bene uti dominus lo gestisce "come se ne fosse il proprietario", ossia godendone dell'uso e degli eventuali guadagni derivanti da un bene. 
L'espressione è generalmente legata al diritto di usufrutto, che attribuisce la facoltà di godimento di un determinato bene uti dominus, oppure nell'istituto giuridico dell'usucapione, con cui il possessore del bene, avendone goduto uti dominus per un certo numero di anni, nell'inerzia del proprietario, ne acquisisce la proprietà a titolo originario.